# Крошечкін-Крошицький Михайло Потапович
Крошечкін-Крошицький Михайло Потапович (? — ? після 1935) — український та російський художник-пейзажист й педагог.
Початкову художню освіту здобув в Харківській школі малювання та живопису.
Входив до складу Гуртка харківських художників та протягом 1900–1908 років брав участь у виставках.
Був одним із засновників та протягом 1905–1918 років входив до складу «Товариства харківських художників» — устав товариства затверджено 5 квітня 1906 року. Окрім нього, до товариства увійшли М. А. Беркос, І. В. Вязмітінов, Б. А. Дробязко, А. І. Заярний, В. П. Карпов, В. Г. Кричевський, І. Ф. Корчан, М. Р. Пестриков, К. П. Пинєєв, А. А. Рейніке, М. М. Сторожевський, І. А. Суворов, Л. І. Тракал, М. М. Уваров, М. С. Федоров, С. І. Філіппов.
У 1911–1912 роках як делегат від Товариства брав участь у роботі Всеросійського з'їзду художників у Санкт-Петербурзі — разом з Пестриковим і Тракалом.
Викладав малювання в одній з харківських гімназій.
У 1923–1931 роках спочатку очолював, а потім був активним членом Севастопольської асоціації художників.
В липні 1935 року брав участь у московській виставці «Мистецтво радянського Криму».